# Open di Francia 2024 - Doppio femminile in carrozzina
Il doppio femminile in carrozzina del torneo di tennis professionistico Open di Francia 2024, facente parte della categoria Grande Slam, si è giocato dal 6 all'8 giugno 2024 allo Stade Roland Garros di Parigi, Francia.
Yui Kamiji e Kgothatso Montjane erano le campionesse in carica, ma sono state sconfitte in finale da Diede de Groot e Aniek van Koot con il punteggio di 6(6)–7, 7–6(2), [10–4].

## Teste di serie
1.    Yui Kamiji /  Kgothatso Montjane (finale)
  2.    Diede de Groot /  Aniek van Koot (campionesse)

## Tabellone

### Legenda
| - Q = Qualificato - WC = Wild card - LL = Lucky loser | - ALT = Alternate - SE = Special Exempt - PR = Protected Ranking | - w/o = Walkover - r = Ritirato - d = Squalificato |

|  | Quarti di finale | Quarti di finale                   | Quarti di finale               | Quarti di finale | Quarti di finale |  |  | Semifinali | Semifinali                    | Semifinali                    | Semifinali                    | Semifinali |   |      | Finale | Finale                        | Finale | Finale | Finale |  |
|  |                  |                                    |                                |                  |                  |  |  |            |                               |                               |                               |            |   |      |        |                               |        |        |        |  |
|  | 1                | Yui Kamiji Kgothatso Montjane      | Yui Kamiji Kgothatso Montjane  | 6                | 7                |  |  |            |                               |                               |                               |            |   |      |        |                               |        |        |        |  |
|  |                  | Angélica Bernal Lucy Shuker        | Angélica Bernal Lucy Shuker    | 3                | 5                |  |  | 1          | Yui Kamiji Kgothatso Montjane | Yui Kamiji Kgothatso Montjane | 6                             | 6          |   |      |        |                               |        |        |        |  |
|  |                  | Dana Mathewson Manami Tanaka       | 5                              | 6                | [10]             |  |  |            | Dana Mathewson Manami Tanaka  | Dana Mathewson Manami Tanaka  | 3                             | 2          |   |      |        |                               |        |        |        |  |
|  |                  | Pauline Déroulède Emmanuelle Mörch | 7                              | 1                | [3]              |  |  |            |                               |                               |                               |            |   |      | 1      | Yui Kamiji Kgothatso Montjane | 7      | 62     | [4]    |  |
|  |                  | Li Xiaohui Zhu Zhenzhen            | Li Xiaohui Zhu Zhenzhen        | 6                | 6                |  |  |            |                               | 2                             | Diede de Groot Aniek van Koot | 6          | 7 | [10] |        |                               |        |        |        |  |
|  |                  | Lizzy de Greef Jiske Griffioen     | Lizzy de Greef Jiske Griffioen | 0                | 4                |  |  |            | Li Xiaohui Zhu Zhenzhen       | Li Xiaohui Zhu Zhenzhen       | 61                            | 4          |   |      |        |                               |        |        |        |  |
|  |                  | Momoko Ohtani Wang Ziying          | Momoko Ohtani Wang Ziying      | 2                | 3                |  |  | 2          | Diede de Groot Aniek van Koot | Diede de Groot Aniek van Koot | 7                             | 6          |   |      |        |                               |        |        |        |  |
|  | 2                | Diede de Groot Aniek van Koot      | Diede de Groot Aniek van Koot  | 6                | 6                |  |  |            |                               |                               |                               |            |   |      |        |                               |        |        |        |  |